# Enrique de Rosas
Enrique De Rosas (Buenos Aires, Argentina; 14 de julio de 1888-Ituzaingó, provincia de Buenos Aires, Argentina; 20 de enero de 1948) fue un guionista, director de cine, actor y director de teatro argentino.

## Primeros años
Era hijo de Luis Russo, inmigrante italiano proveniente de Nápoles y de Margarita Vaccaro nacida en Albania. Se escapó de su casa a los 16 años e ingresó al mundo del espectáculo trabajando en un circo.
Cuando llegó al teatro tuvo actuaciones de gran éxito en obras como Barranca abajo, de Florencio Sánchez; Veinticuatro horas dictador, de Enrique García Velloso; Madre tierra, de Alejandro Berruti y, en el plano internacional, Padre, de Strindberg, o El pato salvaje, de Ibsen. 
Considerado el cabeza de compañía más inquieto de su época, introdujo en el país autores como Luigi Pirandello (Seis personajes en busca de autor, Piénsalo, Jacobino). Fernand Crommelynck (El magnífico cornudo), Miguel de Unamuno (Todo un hombre, Raquel), y Leonid Andréiev (El pensamiento). También se destacó como director en la puesta de Volpone, de Ben Jonson, en 1929 y en las que realizó en el Teatro Nacional Cervantes de las obras El mercader de Venecia, de Shakespeare, en 1944 y Los intereses creados, de Jacinto Benavente, en 1945.
Se inició como director de cine en 1939 con Frente a la vida, Hermanos y Nativa y participó como actor en Tango Bar (1935), junto a su gran amigo Carlos Gardel, Atorrante  (La venganza de la tierra) (1939) y Mirad los lirios del campo (1947) además de hacerlo en varias películas filmadas en los Estados Unidos. Fue un autodidacta, amigo de peregrinar, un auténtico bohemio que también exhibió sus dotes actorales en España, Italia y en incontables países sudamericanos.
También dirigió una compañía teatral Rivera-De Rosas que fundó junto a su mujer Matilde Rivera.
Dicha compañía se presentó en el Teatro Benito Pérez Galdós de Las Palmas de Gran Canaria, entre otros teatros españoles. Alguien le comentó en su gira española Si el público te tira sus sombreros, sigue por Europa, y eso fue lo que hicieron.
Falleció en Ituzaingó, una localidad ubicada en la provincia de Buenos Aires, cerca de la capital argentina, el 20 de enero de 1948.

## Filmografía
Actor
- Batalla de Maipú (1912)… Bernardo O'Higgins dir. Mario Gallo
- ¿Cuándo te suicidas? (1932) .... Moisés dir. Manuel Romero (España)
- Te quiero con locura (1935) .... Hugo Rock  (Estados Unidos)
- Rosa de Francia (1935) .... El mariscal de Tesse (Estados Unidos)
- Hi, Gaucho! (1935) .... Don Miguel (Estados Unidos)
- Piernas de seda (1935) .... John Baxter (Estados Unidos)
- Angelina o el honor de un brigadier (1935) .... Brigadier Don Marcial Ortiz (Portugal)
- Tango Bar (1935) .... Comandante Zerrillo
- Timberesque (cortometraje) (1935)
- Charlie Chan at the Opera (1936) (sin acreditar) .... Florista (Estados Unidos)
- El carnaval del diablo (1936) (Estados Unidos)
- The Devil on Horseback (1936) .... Coronel Enrique Berea (Estados Unidos)
- Comenzó en el trópico (1937) (sin acreditar) .... Juez (Estados Unidos)
- Sandflow (1937) .... Joaquín (Estados Unidos)
- When You're in Love (1937) (sin acreditar) .... Gerente de hotel
- Atorrante (La venganza de la tierra) (1939)
- Encadenado (1940) .... Leandro Lozano
- Mosquita muerta (1946)
- Romance musical (1947)
- Mirad los lirios del campo (1947)

Director
- Piernas de seda (1935) (Estados Unidos)
- Atorrante (La venganza de la tierra) (1939)
- Frente a la vida (1939)
- Hermanos (1939)
- Nativa (1939)
- ...Y los sueños pasan (1939)
- Encadenado (1940)

Guionista
- Galería de esperanzas (Chingolo) (1934)
- Atorrante (La venganza de la tierra) (1939)
- Hermanos (1939)
- Nativa (1939)

Ayudante de dirección
- Pampa bárbara (1945)